# Provinz Yoshino

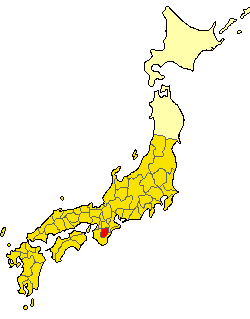
Lage der Provinz Yoshino (716)

Yoshino (jap. 芳野監, -gen) war eine japanische Provinz mit kurzer Lebensdauer im 8. Jahrhundert. Sie bestand nur aus dem Bezirk Yoshino (吉野郡, -gun). Heute ist sie der südliche Teil der Präfektur Nara.
Yoshino wurde wahrscheinlich, ähnlich wie die Provinz Izumi, um 716 gegründet. Sie hieß gen (監) im Unterschied zum kuni (国) der anderen Provinzen. Die beiden Provinzen waren ungewöhnlich klein und waren Standort von Zweit-Palästen. Die Provinz unterhielt den Yoshino-Palast, und Izumi den Chinu-Palast. Die Provinz Yoshino wurde irgendwann nach dem Jahr 738 wieder aufgelöst.